# Жизу
Жизу (фр. Gizeux) је насељено место у Француској у региону Центар, у департману Ендр и Лоара.
По подацима из 2011. године у општини је живело 435 становника, а густина насељености је износила 20,66 становника/km².

## Демографија
| 1962. | 1968. | 1975. | 1982. | 1990. | 2011. |
| ----- | ----- | ----- | ----- | ----- | ----- |
| 624   | 606   | 643   | 536   | 510   | 435   |